# محمد شهاب (سياسي مالديفي)
كان محمد شهاب رئيس مجلس جزر المالديف - الهيئة التشريعية لجزر المالديف وعضوًا في الحزب الجمهوري. وهو عضو بارز سابق في الحزب الديمقراطي المالديفي. أصبح رئيسًا للمجلس في 12 أغسطس 2008، خلفًا لرئيس المجلس السابق أحمد زاهر، وشغل منصب رئيس المجلس حتى 28 مايو 2009.
تم فصله من منصب العضو المنتدب لشركة Maldives Post Limited في مارس 2006 لتوقيعه بيان صحفي MDP في 23 فبراير 2006 يدين الحكومة.
كان آخر وزير للمالية في حكومة الرئيس محمد نشيد من يناير 2012 إلى فبراير 2012.